# Niceforo Basilacio
Niceforo Basilacio (in greco Νικηφόρος Βασιλάκης o Νικηφόρος Βασιλάκιος; latinizzato come Niceforo Basilacius; fl. XI secolo) è stato un generale bizantino.

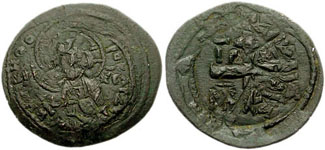
Follaro di Niceforo Basilacio battuto durante l'usurpazione

Vissuto nella fine dell'XI secolo, nel 1078 tentò di rovesciare l'imperatore Niceforo III Botaniate e fu sconfitto da Alessio I Comneno. Niceforo è descritto come il membro più illustre della sua famiglia. Suo padre si chiamava Floro (Phloros) e suo fratello era Manuele Basilacio.

## Biografia
Durante le campagne dell'imperatore Romano IV Diogene antecedenti alla battaglia di Manzicerta, Niceforo Basilacio servì come duce di Teodosiopoli e fu catturato dal nemico dopo essersi dilungato nell'inseguimento di una banda turca in ritirata, nel 1068. Sotto Michele VII Ducas, Niceforo Basilacio fu inviato in Paflagonia e successivamente nominato duce di Dyrrachion. Dopo il crollo del regime di Michele VII Ducas, Niceforo Basilacio, ancora duce di Dyrrachion, iniziò a pianificare una rivolta già nell'estate del 1077, inizialmente come sostenitore di Niceforo Briennio, ma fu solo nella primavera del 1078 che decise che il suo tempo era arrivato. Sostenuto dal fratello Manuele, da Gymnos, da Tessarakontapekhys, da Gregorio Mesemerios, tutti comandanti militari, e da Teodoro, vescovo di Deabolis, Niceforo si mosse in posizione a Tessalonica, in attesa dell'esito dello scontro tra gli altri due pretendenti al trono, Niceforo III Botaniate e Niceforo Briennio, in modo da poter rapidamente annientare il vincitore esausto.
Dopo il trionfo di Niceforo III, Niceforo Basilacio si preparò ad opporsi a lui con forze composte da veterani soldati romani, bulgari e albanesi, così come mercenari franchi (italiani), variaghi e peceneghi, e la sua fiducia nelle proprie capacità e nel proprio coraggio lo convinse che la vittoria sarebbe stata facilmente sua. Niceforo III inviò il suo miglior generale, Alessio I Comneno, per occuparsi dei ribelli. Niceforo Basilacio attaccò Alessio di notte, sperando di coglierlo di sorpresa, ma il piano era stato tradito. Alessio riuscì a raggirare Basilacio e a tendergli un'imboscata sulle rive del fiume Vardar, a circa diciotto miglia di distanza da Tessalonica. Sconfitto, Basilacio fuggì a Tessalonica dove tentò di difendere la città, ma fu catturato dai suoi stessi soldati e consegnato a Niceforo III che ordinò che Basilacio fosse accecato. Il tentativo di usurpazione di Niceforo Basilacio fu così represso, nell'estate del 1078.